# Кремное (Житковичский район)
Кремное (бел. Крэмнае) — деревня в Житковичском районе Гомельской области Беларуси. В составе Озеранского сельсовета.
До 2014 года деревня в составе Туровского городского Совета.

## География

### Расположение
В 29 км на юго-запад от районного центра и железнодорожной станции Житковичи (на линии Лунинец — Калинковичи), 263 км от Гомеля.

## Транспортная сеть
Поблизости автодорога Туров — Лельчицы. Планировка состоит из короткой широтной улицы с переулком, застроенной деревянными усадьбами.

## История
Обнаруженные археологами поселения раннего железного века и раннефеодального периода (в 0,2 км на юго-запад от деревни, в урочище Зарешник) свидетельствует о заселении этих мест с давних времён. Согласно письменным источникам известна с XIX века как хутор в Туровской волости Мозырского уезда Минской губернии. В 1864 году упоминается в записях офицеров Генерального штаба России, которые изучали эту местность. Помещик Семенов в 1871 году владел в деревне 131 десятиной земли, 5 водяными мельницами, 2 сукновальнями. Во время Великой Отечественной войны 5 июля 1944 года освобождена от оккупантов. В составе колхоза «Новая жизнь» (центр — город Туров).
До 2014 года деревня в составе Туровского городского Совета. С 2014 года деревня включена в состав Озеранского сельсовета.

## Население

### Численность
- 2004 год — 20 хозяйств, 37 жителей.

### Динамика
- 1897 год — 9 дворов, 46 жителей (согласно переписи).
- 1908 год — 12 дворов, 77 жителей.
- 1917 год — на хуторе 68 жителей, в фольварке 19 жителей.
- 2004 год — 20 хозяйств, 37 жителей.